# لیک پاناسوفکی (فلوریدا)
لیک پاناسوفکی (به انگلیسی: Lake Panasoffkee) یک منطقهٔ مسکونی در ایالات متحده آمریکا است که در شهرستان سومتر، فلوریدا واقع شده‌است. لیک پاناسوفکی ۱۰٫۴ کیلومتر مربع مساحت و ۳٬۵۵۱ نفر جمعیت دارد و ۱۸ متر بالاتر از سطح دریا واقع شده‌است.